# Zalophus japonicus
El león marino del Japón (Zalophus japonicus) es una especie extinta del género Zalophus de la familia Otariidae del orden de los carnívoros. Anteriormente era tratada sólo como una subespecie del león marino de California (Zalophus californianus). Habitaba ambientes marinos y costeros del archipiélago del Japón y los mares aledaños en el océano Pacífico noroccidental. Se extinguió en la década de 1970.

## Taxonomía
Durante mucho tiempo, los especialistas discutieron si los 3 taxones que componen el género Zalophus —al cual pertenece el león marino del Japón— serían tres especies plenas, monotípicas, o en cambio integran una sola especie con tres subespecies, en este último caso, por prioridad, sería de la especie Zalophus californianus. 
Ya en 1953, el zoólogo Erling Sivertsen creó una nueva clasificación orientativa, después de que investigara y catalogara de nuevo, en el Museo de Oslo, cráneos y restos arqueológicos, recogidos por el buque de expedición noruego MK Norvegia, entre 1928 y 1929.
Un estudio integral de genética molecular del Instituto de Genética de la Universidad de Colonia, del Instituto Max-Planck de Biología Evolutiva] en Plön, y del Departamento de Ciencias de la Conducta de la Universidad de Bielefeld, llegó a la conclusión 50 años más tarde de que los SNP de las mitocondrias y de los núcleos celulares apoyan una separación en tres especies.

## Distribución geográfica
El león marino del Japón habitaba el mar del Japón —o mar del Este—, especialmente las costas e islas que rodean la península de Corea y el archipiélago del Japón, también el lado oriental de este archipiélago, las islas Kuriles, y la punta austral de la península de Kamchatka.

## Características
Esta especie presentaba un notorio dimorfismo sexual, ya que los machos adultos tenían una cresta sagital pronunciada, un color gris oscuro, y pesaban entre 450 y 560 kg con una longitud de 230 a 250 cm de largo, mientras que las hembras eran notablemente menores, con una longitud de 164 cm, y un color gris más claro.
Tenían un cuerpo aerodinámico, con una capa de grasa debajo de la piel, para proporcionar calor y flotabilidad. Poseían ojos grandes que les ayudan a compensar los niveles bajos de la luz en el ambiente subacuático, mientras que sus bigotes incrementaban su sentido del tacto. Sus ventanas nasales se cerraban automáticamente una vez tocaban el agua. Sus aletas delanteras largas rotaban hacia afuera para un mejor movimiento en tierra, y las propulsan hacia adelante en el agua, donde permanecían el mayor tiempo posible.

## Biología y ecología
Se alimentaban de peces y moluscos. Eran muy sociables.

## Reproducción
Formaban grupos variables carentes de organización, si bien los machos eran territoriales emitían fuertes sonidos para marcar su territorio, e intentaban formar harenes de unas quince hembras cada uno, por lo general, en playas arenosas abiertas y planas, pero a veces también en zonas rocosas. Usualmente las hembras parían sólo una cría luego de una gestación que duraba de entre 342 y 365 días. Las hembras destetaban a sus crías pasados 11 o 12 meses, pero algunas amamantaban a sus crías de un año de edad junto a las recién nacidas.

## Extinción

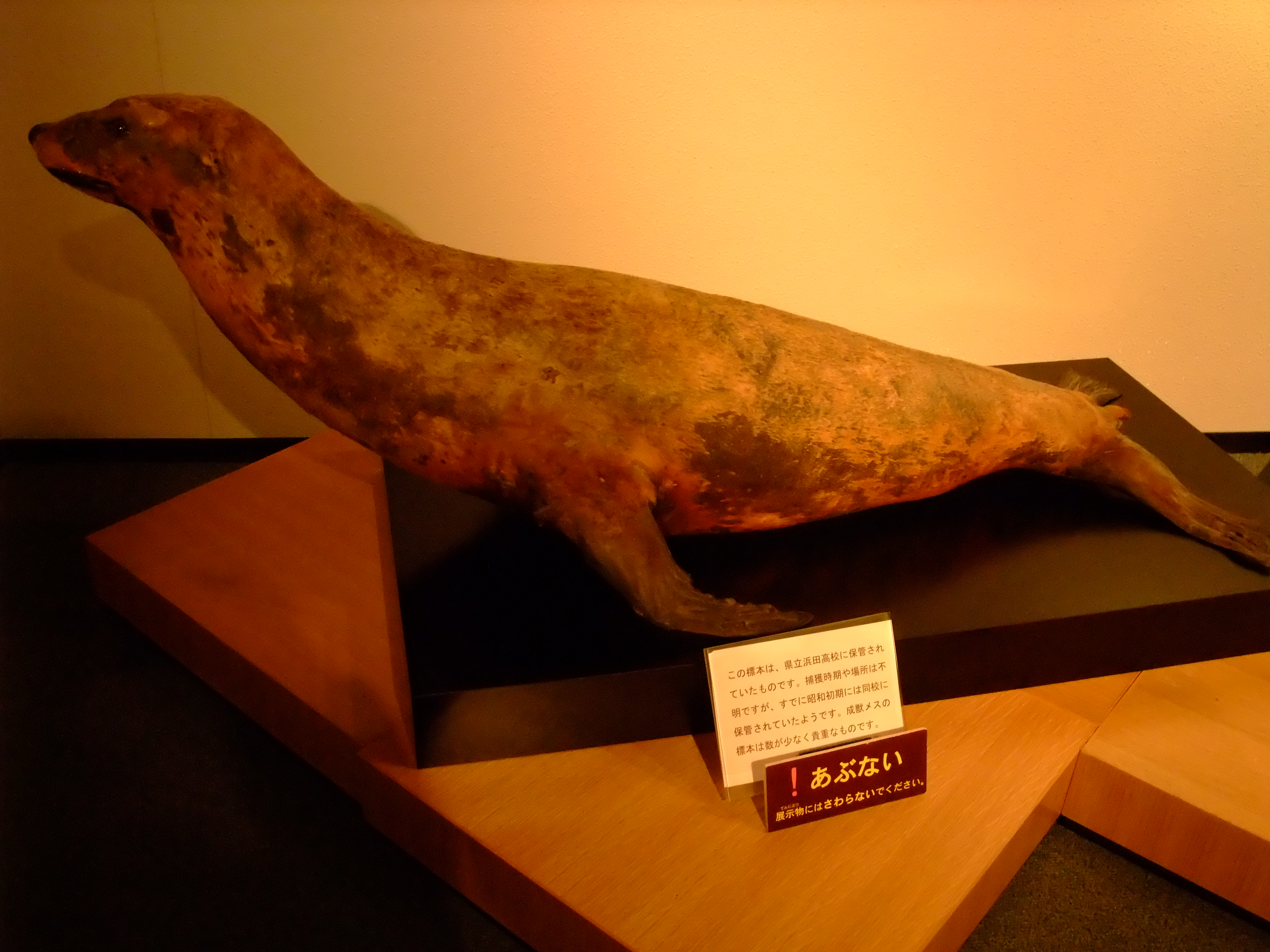
Ejemplar taxidermizado de león marino del Japón en el AQUAS.

El deterioro de su hábitat y la sobrepesca para extraer su piel y aceite, fueron las principales causas de su extinción. Los registros de capturas comerciales japonesas en el año 1900 muestran que alrededor de 3200 leones marinos fueron capturados en ese año, por lo que la sobrecaza causó que los números de capturas se desplomen drásticamente a 300 leones marinos en 1915 y a pocas docenas en la (década de 1930). La cosecha comercial japonesa de esta especie terminó en la década de 1940 cuando se convirtió en prácticamente una especie extinguida. En total, los japoneses cosecharon 16 500 ejemplares, lo suficiente para causar su extinción. Incluso se cree que la guerra submarina durante la Segunda Guerra Mundial contribuyó a la destrucción de su hábitat. Los avistamientos más recientes son de la década de 1970. El último registro confirmado fue el de un ejemplar juvenil capturado en el año 1974 en la costa de la isla Rebun, al norte de Hokkaido, Japón.

## Restos conservados
Varios especímenes disecados se encuentran en Japón, y en el Museo Nacional de Historia Natural de Leiden, Países Bajos. El Museo Británico posee una piel y 4 cráneos.

## Búsqueda de ejemplares sobrevivientes
El Ministerio de Medio Ambiente de Corea del Sur inició un esfuerzo para buscar y reintroducir esta especie en su hábitat natural en el mar de Japón —o mar del Este—. El Instituto Nacional de Investigación del Medio Ambiente de Corea fue el encargado de llevar a cabo estudios de factibilidad para este proyecto. En 2007, una empresa de investigación conjunta entre Corea del Norte, Corea del Sur, Rusia, y China se anunció con ese objetivo. Se buscarán sobrevivientes en las aguas de China y Rusia, con la esperanza de volver a introducir el animal a su hábitat natural en el mar de Japón. Si ninguna población logra ser encontrada, el gobierno de Corea del Sur planea trasladar leones marinos de California desde los Estados Unidos; el Ministerio de Medio Ambiente de Corea del Sur apoya el esfuerzo por el simbolismo, la preocupación nacional, la restauración del sistema ecológico, y el ecoturismo.